# Jerzy Kieszkowski
Jerzy Henryk Franciszek Kieszkowski herbu Krzywda (ur. 9 września 1872 w Krakowie, zm. 26 marca 1923 w Zakopanem) – polski prawnik, urzędnik, historyk sztuki.

## Życiorys
Urodził się 9 września 1872 w Krakowie. Wywodził się z rodu Kieszkowskich herbu Krzywda. Był potomkiem Kazimierza, Antoniego, prawnukiem Stanisława, wnukiem Henryka oraz synem Czesława i Jadwigi z domu Pietsch von Ritterschild. Miał rodzeństwo: Juliusza (ur. 1873, oficer ułanów C. K. Armii), Janinę (żona Walerego Łukaszewicza), Elżbietę, Zofię (żona Stanisława Madejewskiego), Stanisława (ur. 1879), Zygmunt (ur. 1881), Gustawa (ur. 1884, oficer C. K. Armii i Wojska Polskiego), Jana Kazimierza (ur. 1888).
W połowie 1896 otrzymał stopień doktora praw na Uniwersytecie Jagiellońskim. Od około 1897 do około 1901 w randze praktykanta konceptowego był przydzielony z C. K. Namiestnictwa do urzędu starostwa c. k. powiatu sanockiego (wcześniej z Sanokiem był związany jego dziadek Henryk Kieszkowski). Od około 1901 w randze koncepisty namiestnictwa był przydzielony do urzędu starostwa c. k. powiatu krakowskiego. Od około 1904 był przydzielony do C. K. Ministerstwa Wyznań i Oświaty w Wiedniu w randze komisarza powiatowego (od około 1908 extra statum), a od około 1908 w randze wicesekretarza ministerialnego. Następnie, od około 1911 już w randze sekretarza ministerialnego był przydzielony z ministerstwa do Centralnej Komisji Opieki nad Zabytkami w Wiedniu, gdzie początkowo pracował w biurze oddziału administracyjnego
, a od około 1913 do około 1916 w kierownictwie Państwowego Urzędu Ochrony Zabytków (Staatsdenkmalamt).
Od około 1916 w charakterze Privatdozenta był zatrudniony na wydziale Filozoficznym UJ. W niepodległej II Rzeczypospolitej był docentem historii sztuki na UJ, wicedyrektorem Biblioteki Jagiellońskiej, kierownikiem Zbioru Graficznego. Przed 1914 został członkiem Komisji Historii Sztuki w Akademii Umiejętności. 23 lutego 1902 został wybrany członkiem wydziału założonego wtedy Towarzystwa Opieki nad Polskimi Zabytkami Sztuki w Krakowie. Autor prac w zakresie historii sztuki, drukowanych też w wydawnictwach AU oraz w „Przeglądzie Polskim”. W ostatnich latach życia zajmował się studiami nad grafiką.
Zmarł po dłuższej chorobie 26 marca 1923 w sanatorium im. Dłuskich w Zakopanem. Został pochowany na cmentarzu Rakowickim w Krakowie.

## Publikacje
- Z wycieczki do Radomia i Szydłowca odbytej w 1897 roku (1899)
- Appartamento Borgia (1901)
- Przyczynek do kulturalnej działalności Piotra Tomickiego (1905)
- Kanclerz Krzysztof Szydłowiecki. Z dziejów kultury i sztuki Zygmuntowskich czasów (cz. 1-2) (1912)
- Kanclerz Krzysztof Szydłowiecki. Z dziejów kultury i sztuki Zygmuntowskich czasów. Cz. 3: Humaniści i sztuka w życiu Krzysztofa Szydłowieckiego (1912)
- Wiosną w Grecji (1913)
- Nagrobek Jan Ścibora w Budzie (1913)
- Wczasy naszych ojców. „Wystawa Amatorów” w Wiedniu w lutym i w marcu 1913 roku (1913)
- Zwięzły katalog wystawy dawnych drzeworytów ludowych zebranych i wydanych przez Zygmunta Łazarskiego (1921)
- Rzeczy polskie w austryackich zbiorach (1921)
- Artyści obcy w służbie polskiej. Epizody z dziejów sztuki (1922)

## Odznaczenia
austro-węgierskie
- Medal Jubileuszowy Pamiątkowy dla Cywilnych Funkcjonariuszów Państwowych (przed 1909)[11]
- Krzyż Jubileuszowy dla Cywilnych Funkcjonariuszów Państwowych (przed 1909)[11]